# Louis Strydom
Pour les articles homonymes, voir Strydom.
Pas d'image ? Cliquez ici

a Compétitions nationales et continentales officielles uniquement.

Louis Isias Strydom, né le 21 octobre 1980 à Welkom, est un joueur sud-africain de rugby à XV qui évolue au poste de demi d'ouverture.

## Biographie
Entre 2005 et 2008, il participe au Super 14 au sein de la franchise des Lions. Il arrive à Bayonne en février 2009 comme joker médical.

## Palmarès
- Currie Cup : vainqueur 2003 ; finaliste 2007